# كاغوازو (باراغواي)
كاغوازو هي مديرية في باراغواي، ومدينة، تتبع كاغوازو، بلغ عدد سكانها 130,000 نسمة، تبلغ مساحتها 923 كيلومتر مربع.

## أعلام
- تيوفيلو باريوس
- دانيلو سانتاكروز
- تيودورو باراديس
- ديرليس سوتو